# اکتور کازناو
اکتور کازناو (فرانسوی: Hector Cazenave‎; ۱۳ آوریل ۱۹۱۴ – ۲۷ سپتامبر ۱۹۵۸) بازیکن فوتبال اهل فرانسه بود.
از باشگاه‌هایی که در آن بازی کرده‌است می‌توان به باشگاه ورزشی دفنسور، باشگاه فوتبال سوشو اشاره کرد.
وی همچنین در تیم ملی فوتبال فرانسه بازی کرده‌است.